# Tamolanica splendida
Tamolanica splendida es una especie de mantis de la familia Mantidae.

## Distribución geográfica
Se encuentra en Nueva Guinea.